# Pléd
Pléd může být:

## Textilie
Tkanina z vlny. Tkají se z něj sukně, košile, kalhoty, šátky a další oblečení. Pléd je tradičně typický pro Skotsko spolu s barevnými čtvercovými vzory (Tartan), rozšířený se ale stal i pléd z jižní Ameriky, kde se místo ovčí vlny zpracovává vlna z alpak.

## Módní doplněk
Látkový přehoz, nošený ženami jako módní doplněk, i když má svou praktickou funkci. Buďto patřil jako součást ke kabátům nebo se dal kombinovat jako samostatný přehoz (u ženského oblečení). Látkový nebo pletený, nošený namísto šály nebo šátku, mohl mít i knoflíky pro zapnutí.

## Plný pléd
Plný pléd (full plaid) je součást skotského národního kroje v podobě připomínající rozměrnější šálu.

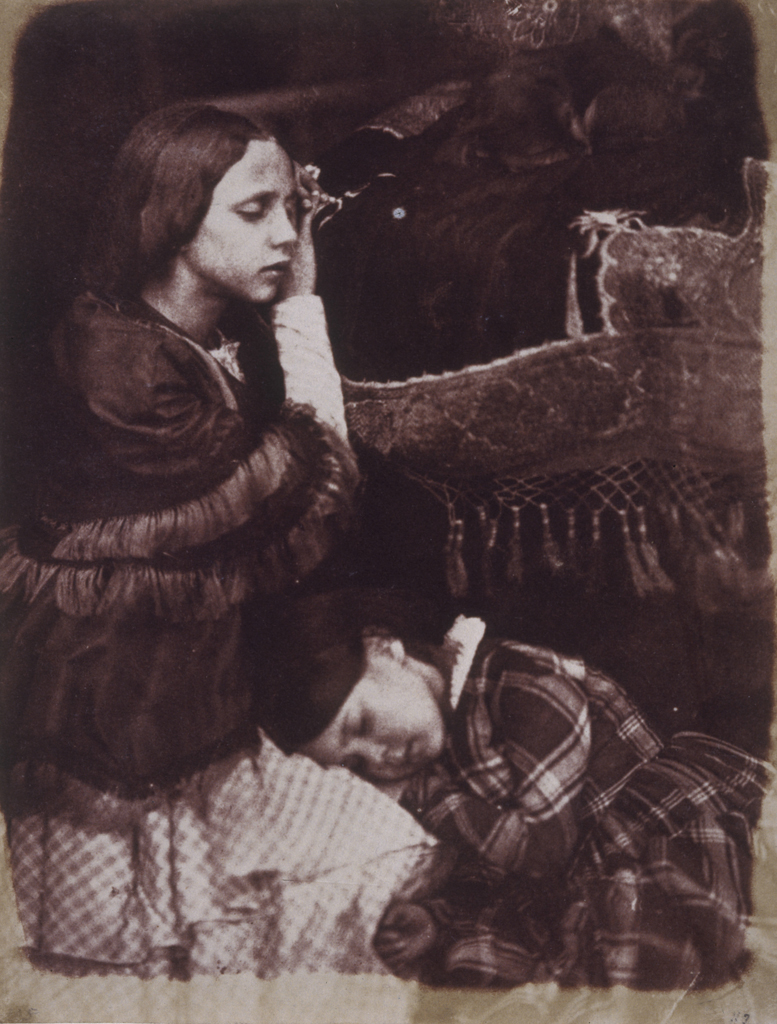
Žena s látkovým plédem - přehozem
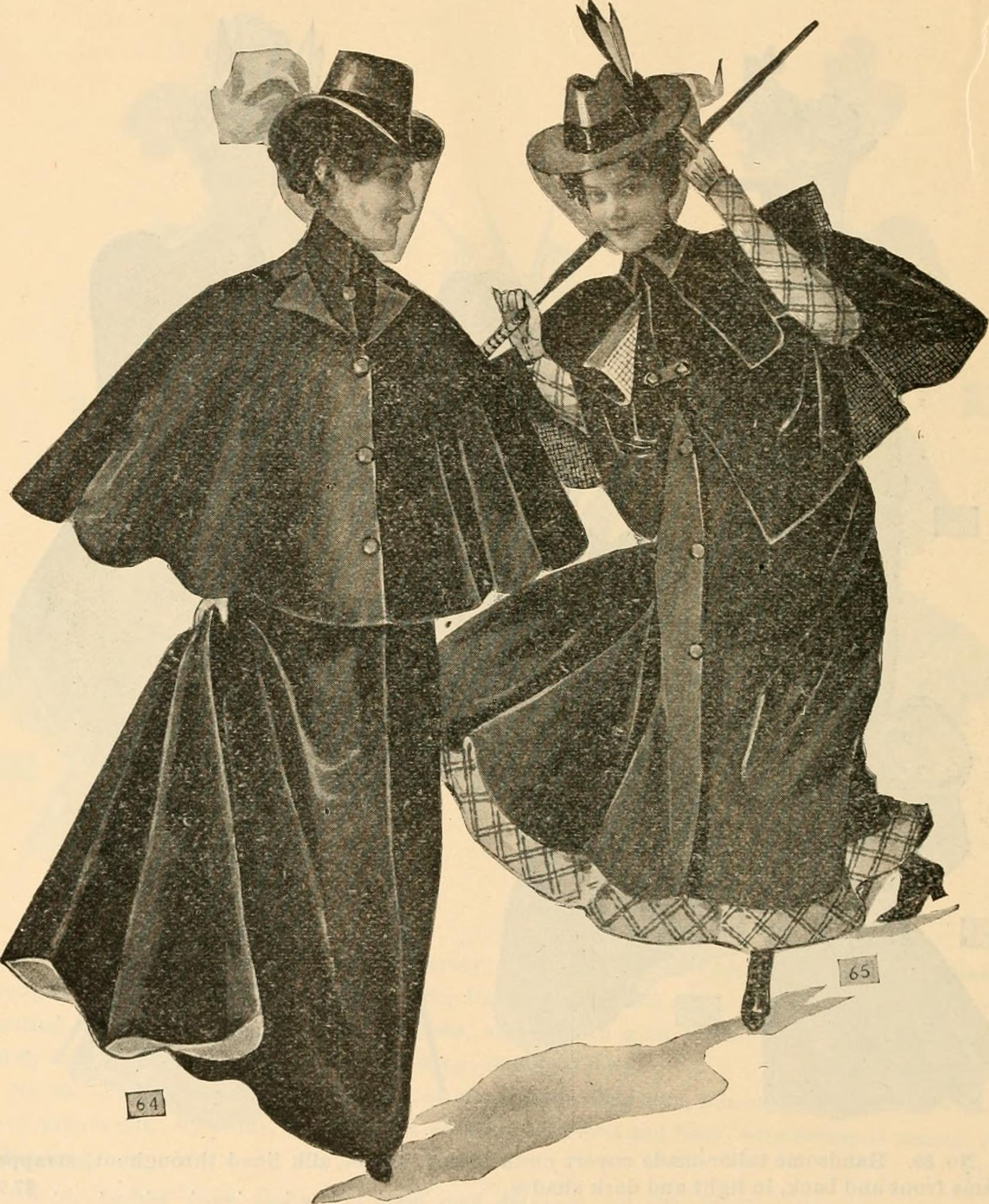
Pléd jako součást pláště v módním katalogu z roku 1897
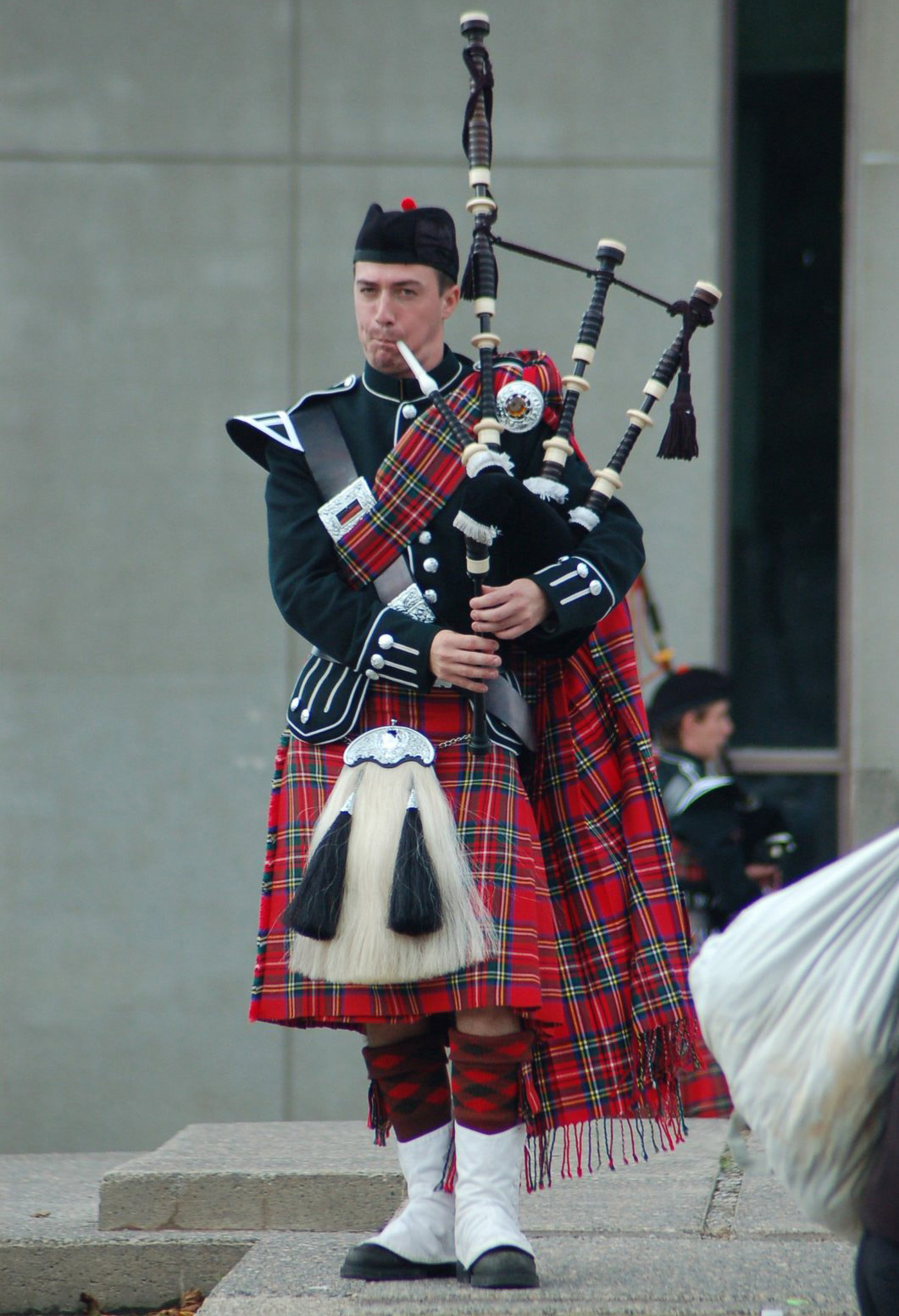
Skotský dudák s tartanovým plédem
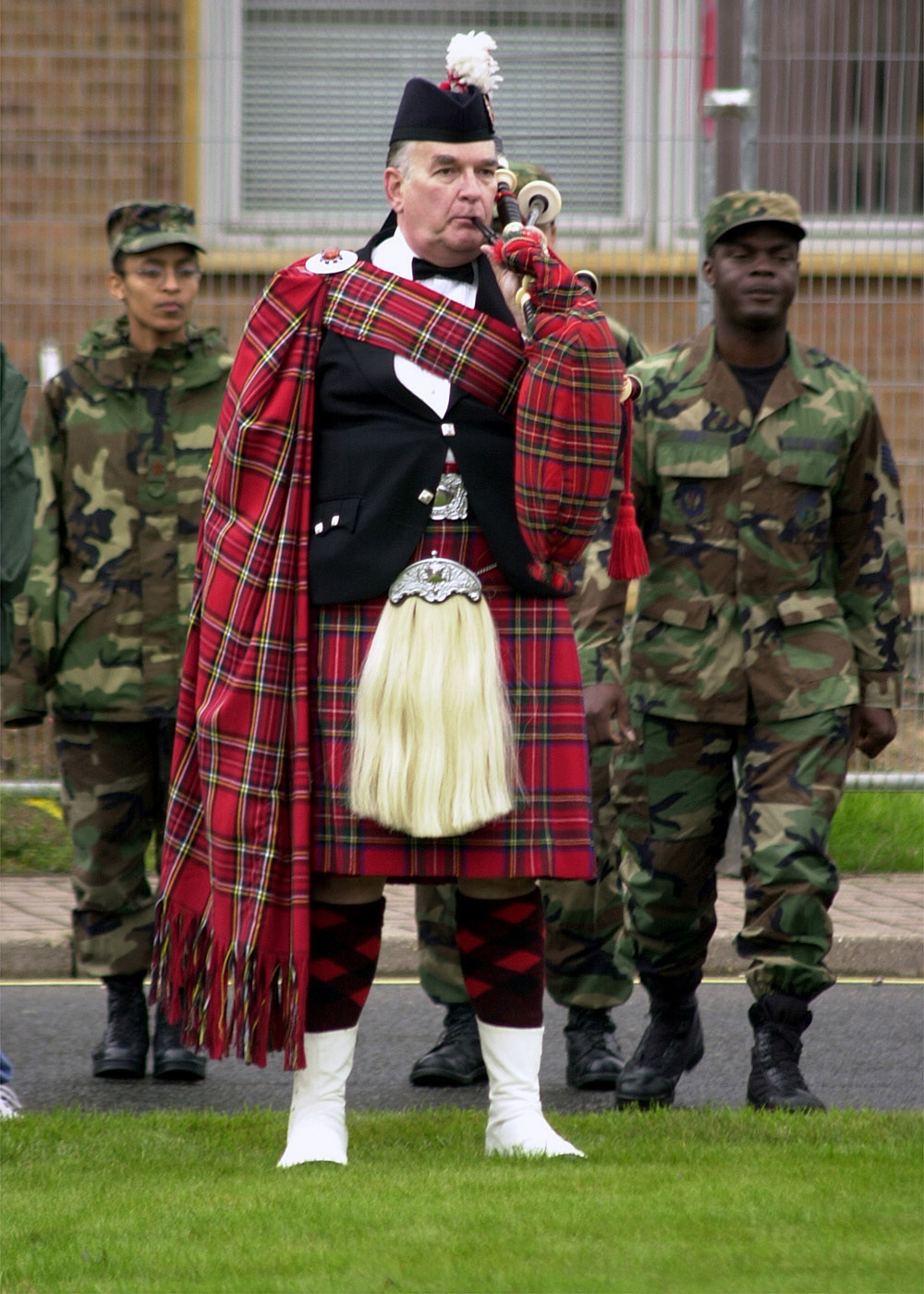
Sir John Sinclair s plédem
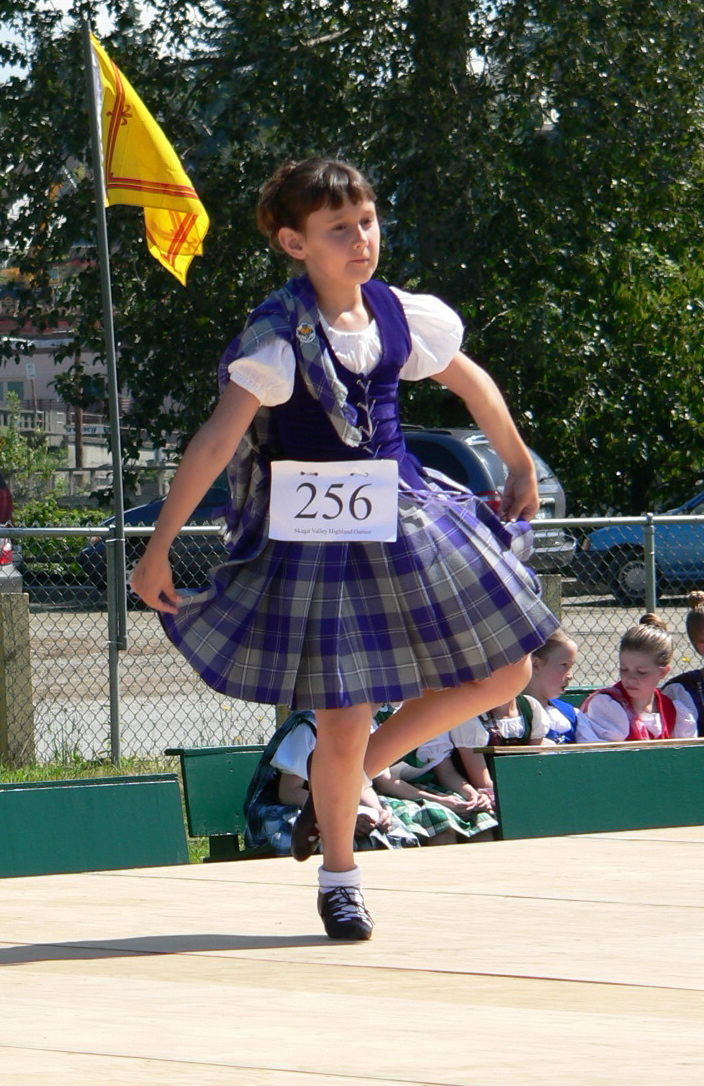
Skotská dívka v kroji z plédu